# Halfsnede
Een halfsnede (Engels: truncation, Duits: Halsbereich) is de onderkant van een kop (numismatiek). Een geliefde plaats voor de naam van de stempelsnijder. 